# Jeanne Barret
Pour les articles homonymes, voir Barret (homonymie), Baret (homonymie) et Baré.
Jeanne Barret (également écrit Baré, Baret ou Barer), née le 27 juillet 1740 à La Comelle et morte le 5 août 1807 à Saint-Aulaye (Saint-Antoine-de-Breuilh) est une exploratrice et botaniste française.
Membre de l'expédition de Bougainville sur la Boudeuse et l'Étoile de 1766 à 1769, elle est notamment connue pour être la première femme à avoir fait le tour du monde. Déguisée en homme, sous le nom de Jean Barret, elle s’est enrôlée comme valet et assistant du naturaliste de l’expédition, Philibert Commerson, peu de temps avant que les navires de l’expédition ne lèvent l’ancre. Aux dires de Bougainville, elle était experte en botanique,.

## Biographie

### Enfance et adolescence
Jeanne naît à Lome (aujourd'hui le Grand Laume) de La Comelle, lieu-dit bourguignon frontalier au Nivernais avec Poil, et situé dans la petite région montagneuse du Sud Morvan. Elle est fille de Jean Barret et de Jeanne Pochard, agriculteurs non propriétaires soumis au métayage ; son acte de baptême identifie son père comme manouvrier. Il semble avoir été analphabète car il n’a pas signé le registre paroissial,. On ne connaît rien de définitif de son enfance et de sa jeunesse. Elle commence à travailler jeune, à Toulon-sur-Arroux, assumant les rôles d’aide de maison ou de gouvernante. Elle a ensuite déclaré à Bougainville qu’orpheline, elle avait perdu sa fortune dans un procès avant de se déguiser en homme. Bien qu’elle ait pu être orpheline, compte tenu de la faible espérance de vie de l’époque, les historiens conviennent que d’autres détails de l’histoire qu’elle a donnée à Bougainville étaient une fabrication pour protéger Philibert Commerson d’une complicité dans son déguisement,. La Bourgogne étant, à cette époque, l’une des provinces de France les plus arriérées en ce qui concerne les classes paysannes, il est probable que la famille de Barret était assez pauvre.
On ignore comment elle a obtenu les rudiments d’une éducation, car sa signature sur des documents juridiques ultérieurs témoigne qu’elle n’est pas analphabète. L’une de ses biographes, Glynis Ridley, suggère que sa mère peut avoir été d’origine huguenote, dont la tradition d’alphabétisation est supérieure à celle typique des classes paysannes de l’époque. Un autre biographe, John Dunmore, suggère que le curé l’a éduquée ou qu’un hobereau local a pris soin d’elle. Aucun document historique pour ces deux hypothèses n'a été publié ; tous les actes BMS (Baptême Mariage Sépulture : actes d'état civil de l'Ancien Régime) familiaux sont dans les registres paroissiaux catholiques et il n'existe aucun écrit à part les signatures.

### Rencontre avec Philibert Commerson et «vie commune»
En 1764, Jeanne Barret rencontre le botaniste et médecin Philibert Commerson, installé à Toulon-sur-Arroux, à environ 20 km au sud de La Comelle, depuis son mariage, en 1760, avec la sœur du prêtre de la paroisse. Celle-ci est morte peu de temps après avoir donné naissance, en avril 1762, à son fils, Anne-François Archambaud, dont il a la charge, Jeanne Barret entre à son service, pour s'occuper de la gestion du ménage,. Elle aide Commerson à consigner, ranger et répertorier des documents liés à la botanique, au classement des végétaux et à la réorganisation des jardins de Bourg-en-Bresse, Dijon ou encore Lyon.
Jeanne Barret s’impose peu à peu comme un bras droit ordonné et méthodique aux recherches de Philibert Commerson, et sa curiosité lui confère un sens de l’initiative et de l’action qui vont lui servir toute sa vie. Leurs liens se resserrent, mais rien n’est officialisé. Jeanne, toujours « femme de chambre », tombe enceinte, vraisemblablement de Philibert, et à la fin de 1764 ils s’installent à Paris, dans deux logements différents. La loi exigeant alors des femmes enceintes hors mariage un « certificat de grossesse » dans lequel elles nommaient le père de leur enfant à naître, ce certificat, datant d’août 1764, et dont ont été témoins deux hommes habitant à une distance importante, a été déposé dans une ville à 30 km. Barret refuse d’y nommer le père de son enfant, mais les historiens ne doutent pas qu’il s’agissait de Commerson et que c’était également lui qui avait pris des dispositions avec l’avocat et les témoins en son nom,.
Peu de temps après, Barret et Commerson emménagent ensemble à Paris, où elle continue à jouer son rôle de femme de chambre, ayant apparemment changé son nom en « Jeanne de Bonnefoy »,. On suppose qu'elle accouche en décembre 1764 et que son fils, qui porte le nom de Jean-Pierre Barret, est directement confié à l’Assistance publique, qui le place rapidement chez une mère adoptive. Ce n'est pas le cas, cet enfant est un fils de Jean Claude Baret et Maydeleine H...que. Il meurt quelques mois plus tard, pendant l’été 1765,. Dans son contrat de mariage en 1774 à Port Louis, Jeanne déclare son fils « Aimé Prosper Eugène Bonnefoy né à l’Hôtel-Dieu de Paris le quinze may mil sept cent soixante six ». Commerson a quant à lui laissé son fils légitime aux soins de son beau-frère à Toulon-sur-Arroux. Il ne le reverra jamais.
En 1765, Commerson est invité à rejoindre l’expédition de Bougainville. Hésitant à accepter à cause de sa mauvaise santé, il exige l’assistance de Barret comme infirmière ainsi que pour tenir son ménage et gérer ses collections et ses papiers,. Sa nomination lui permet d'être accompagné d'un serviteur, payé comme dépense royale, mais les femmes sont à l’époque interdites sur les navires de la marine française. C’est de ce moment que date l’idée de déguiser Barret en homme pour accompagner Commerson. Pour échapper à tout contrôle, elle doit se joindre à l’expédition immédiatement avant le départ du navire, en prétendant ne pas le connaître.
Avant de partir de Paris, Commerson note dans son testament qu’il laisse à « Jeanne Baret, connue sous le nom de Bonnefoi, ma gouvernante », une somme forfaitaire de 600 livres avec des arriérés de salaire et l’ameublement de son appartement parisien,. Cela constitue une preuve documentaire claire de la relation entre Commerson et Barret. Il est donc hautement improbable que celui-ci n’ait pas été de mèche avec elle, malgré l’histoire, soigneusement conçue pour protéger Commerson de toute complicité, qu’elle raconte  à Bougainville pour expliquer sa présence à bord de l’Étoile.

### Tour du monde

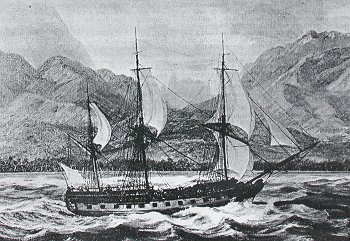
La Boudeuse.

En 1766, Philibert Commerson dépose sa candidature pour participer au premier tour du monde organisé par la Marine royale, sous le commandement de Louis-Antoine de Bougainville. Recommandé par l’astronome Lalande, sa requête est validée à la fin de décembre 1766 et, le 1er février 1767, au port de Rochefort, Commerson et Barret embarquent à bord de l’Étoile, l’un des deux navires de l’expédition. Il s’agit du bateau ravitailleur, plus petit et moins rapide que la Boudeuse, le fleuron de la traversée. En raison de la grande quantité de matériel emportée par Commerson, le capitaine du navire, François Chesnard de la Giraudais, abandonne sa propre cabine, à lui et à son « assistant », ce qui donne à Barret beaucoup plus d’intimité qu’elle n’en aurait eu autrement à bord du navire bondé. En particulier, la cabine du capitaine lui donnait accès aux toilettes privées afin qu’elle n’ait pas à utiliser celles des autres membres de l’équipage. Jeanne est connue pour être la première femme à avoir fait le tour du monde.
À cette époque, il était formellement interdit à une femme de faire partie de l’équipage d’un navire : « Par ordre du Roi, la présence de toute femme sur un bateau de Sa Majesté est interdite, sauf pour une courte visite ; un mois de suspension sera requis contre l’officier qui contreviendrait à cet ordre et quinze jours de fer pour un membre de l’équipage qui, lui-même, n’y souscrirait point. » Pour embarquer à bord de l’Étoile, Jeanne Barret va donc se travestir. Elle se coupe les cheveux, porte des vêtements amples, se bande la poitrine et prend le nom de « Jean Baré ». Commerson la présente comme son valet.

Voyage de la Boudeuse et de l’Étoile.

En plus du compte rendu de Bougainville, l’histoire de Barret figure dans trois autres mémoires des survivants de l’expédition : un journal conservé conjointement par Commerson et Nicolas-Pierre Duclos-Guyot ; un journal du prince de Nassau-Siegen, un passager payant sur la Boudeuse ; un mémoire de François Vivès, chirurgien de l’Étoile. Vivès est celui qui a le plus à dire à propos de Barret, mais ses mémoires sont problématiques parce que lui et Commerson furent en mauvais termes tout au long du voyage, et son compte rendu – largement écrit ou révisé après les faits – est plein d’insinuations et de commentaires méchants dirigés contre Commerson et Barret,.
Commerson a souffert gravement du mal de mer et d’un ulcère à la jambe au début du voyage, Barret a probablement passé la majeure partie de son temps à s’occuper de lui. Hormis la cérémonie du passage de l’équateur, que Commerson a décrite avec beaucoup de détails dans ses mémoires, les botanistes eurent peu à faire jusqu’à ce que l’Étoile atteigne Montevideo. Une fois arrivés, ils partirent en expédition vers les plaines et les montagnes environnantes. La jambe de Commerson le troublait toujours, et Barret semble avoir fait une bonne partie du travail réel, transportant des fournitures et des spécimens. À Rio de Janeiro – un lieu beaucoup plus dangereux, où l’aumônier de l’Étoile fut assassiné à terre peu de temps après leur arrivée – Commerson fut officiellement confiné au navire jusqu’à ce que sa jambe soit guérie, mais lui et Barret ont néanmoins recueilli des spécimens d'une liane fleurie qu'ils baptisèrent Bougainvillea.

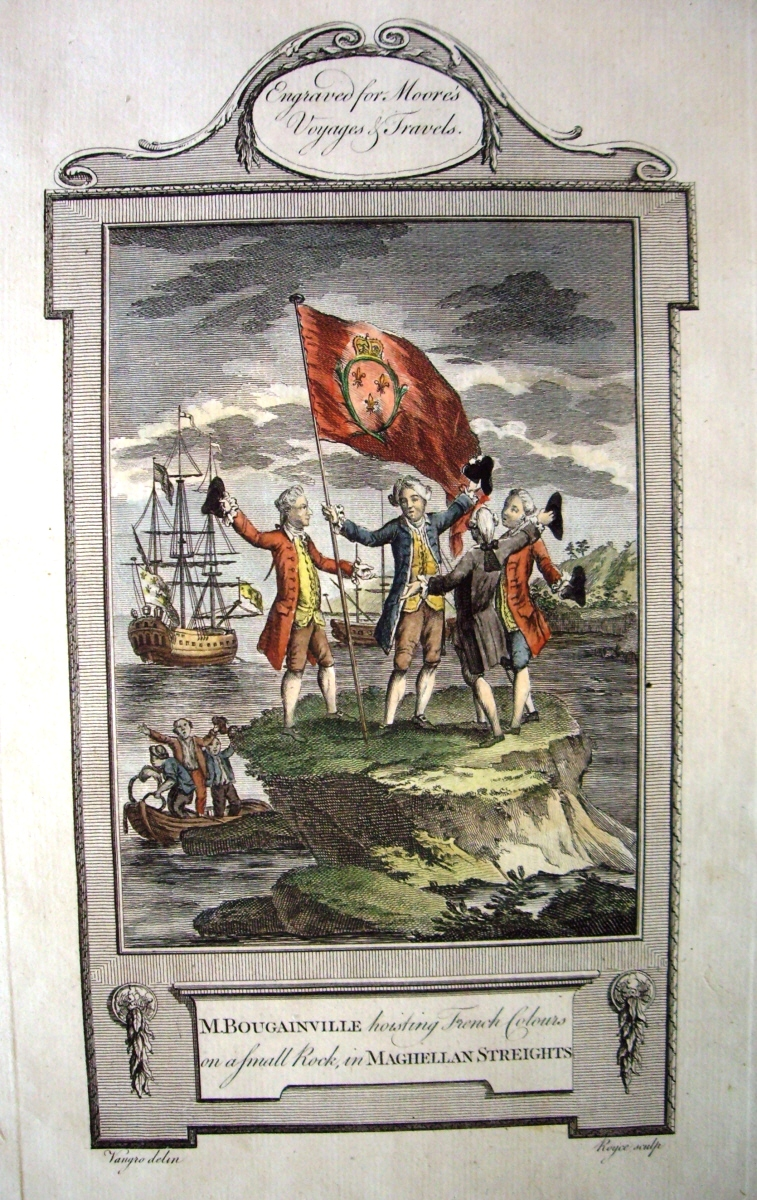
Bougainville et ses compagnons sur un îlot dans le détroit de Magellan (1780).

Après une deuxième visite à Montevideo, leur occasion suivante de botaniser s’offrit en Patagonie tandis que les navires de l’expédition attendaient des vents favorables pour traverser le détroit de Magellan. Ayant accompagné Commerson dans les excursions les plus gênantes sur un terrain accidenté, Barret s’acquit une réputation de courage et de force. Toujours entravé par sa blessure à la jambe, Commerson a fait référence à Barret, dans ces expéditions, comme sa « bête de somme ». En plus du travail manuel qu’elle a effectué dans la collecte des plantes, des pierres et des coquillages, Barret a également aidé Commerson à organiser et à cataloguer ses spécimens et ses notes dans les semaines qui ont suivi, alors que les navires entraient dans le Pacifique.
Les récits des survivants de l’expédition diffèrent quant à la découverte du genre de Barret. Selon Bougainville, les rumeurs selon lesquelles elle était une femme circulaient depuis un certain temps, mais la supercherie n’a finalement été confirmée qu’à l’arrivée de l’expédition à Tahiti en avril 1768. Dès qu’elle et Commerson ont débarqué pour botaniser, Barret a été immédiatement entourée de Tahitiens criant qu’elle était une femme. Il fallut la renvoyer au navire pour la protéger des Tahitiens. Bougainville a noté cet incident dans son journal quelques semaines après son arrivée, lorsqu’il a eu l’occasion de visiter l’Étoile pour interroger personnellement Barret.
Dans son récit, Vivès rapporte beaucoup de spéculations sur le sexe de Barret au début du voyage et affirme que celle-ci a prétendu être un eunuque lorsqu’elle a été confrontée directement par La Giraudais (dont le journal officiel n’a pas survécu),. Le récit de Bougainville sur la révélation de l'identité sexuelle de Jeanne Barret à Tahiti n’est pas corroboré par les autres chroniqueurs de l’expédition, bien que Vivès décrive un incident similaire où Barret a été immédiatement signalée comme femme par le Tahitien Aoutourou à bord du navire. Vivès décrit également un différent incident en Nouvelle-Irlande à la mi-juillet dans lequel Barret a été prise au dépourvu, dépouillée et « examinée » par un groupe d’autres agents lors de l’expédition. Duclos-Guyot et Nassau-Siegen ont également signalé que Barret a été découverte comme femme en Nouvelle-Irlande, mais sans mentionner les détails.
Aoutourou, qui s’est rendu en France avec l’expédition, a ensuite été interrogé sur Barret. Les savants modernes croient maintenant qu’Aoutourou pensait réellement que Barret était un travesti ou un mahu,. Cependant, d’autres indigènes de Tahiti ont rapporté la présence d’une femme dans l’expédition de Bougainville aux derniers visiteurs de l’île, y compris James Cook en 1769 et Domingo de Boenechea en 1772, ce qui indique que son sexe était connu des Tahitiens, sinon de ses compagnons de bord, au moment où elle a visité l’île.
Après avoir traversé le Pacifique, l’expédition est désespérément dépourvue de vivres. Après un bref arrêt de ravitaillement dans les Indes orientales néerlandaises, les navires font un arrêt plus long à l’Isle de France, dans l’océan Indien, qui est alors un important comptoir français. Commerson constatant que son vieil ami le botaniste Pierre Poivre est gouverneur de l’île, Bougainville les débarque et il y reste, avec Barret, comme invité de Poivre. Il est probable que Bougainville ait activement encouragé cet arrangement qui lui permettait de se débarrasser du problème d’une femme illégalement à bord de son expédition,.
À Port-Louis, Barret continue son rôle d’assistante et de gouvernante de Commerson. Lorsque Commerson part pour Madagascar, Jeanne ne participe pas au voyage . Jeanne Barret obtient une concession comportant un terrain et des maisons près du port en 1770. Commerson a continué à avoir de sérieux problèmes de santé et il est mort le 13 mars 1773. Son protecteur Poivre ayant été rappelé à Paris, ses ressources financières sur l’île s’amenuisèrent, et Barret se vit sans moyen de retourner en France réclamer l’argent que lui avait laissé Commerson dans son testament. Ce n'est pas Jeanne Barret mais Jossigny, dessinateur, qui rapporte sur le navire La Victoire les récoltes botaniques de Commerson destinées au Jardin du roi, soit 30 caisses contenant quelque 5 000 espèces, dont 3 000 sont décrites comme nouvelles.

### Après la mort de Commerson

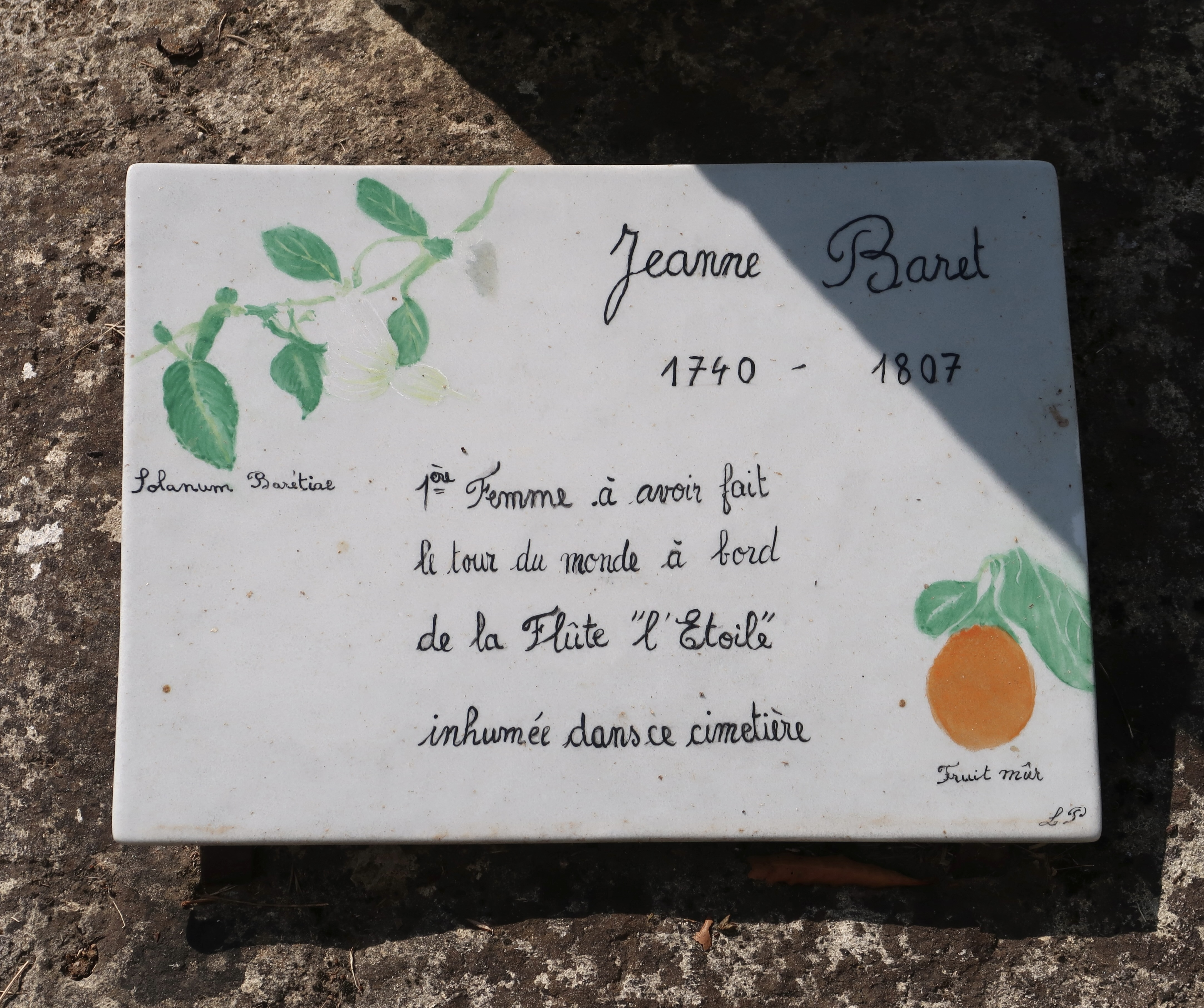
Plaque sur la tombe de Jeanne Barret.

Jeanne ouvre un cabaret à Port-Louis et rencontre un officier de marine français originaire du Périgord, Jean Dubernat, qu’elle épouse le 17 mai 1774 en la cathédrale Saint-Louis. Le couple rentre en France, bouclant ainsi le tour du monde,. La date exacte de l’arrivée en France de Barret et de son mari, qui clôt ainsi la circumnavigation de cette dernière, n'est pas connue, mais il s’agit très probablement de 1775. Elle reçoit, en avril 1776, sa part de l’héritage de Commerson après en avoir appelé directement au procureur général,. Le roi Louis XVI, qui reconnaît ses mérites comme aide-botaniste, la félicite pour sa bonne conduite et lui attribue une pension. À leur retour, Barret s’installe avec son mari à Sainte-Foy-la-Grande puis dans le village natal de celui-ci, à Saint-Aulaye-de-Breuilh (aujourd'hui commune de Saint-Antoine-de-Breuilh). Ils sont rejoints par Romain Gigon et Françoise Lanoiselée du Morvan, enfants de la sœur de Jeanne Barret.
À sa mort en 1807, elle est enterrée au cimetière de l'église de Saint-Aulaye, village sur le territoire de la commune de Saint-Antoine-de-Breuilh en Dordogne (le long du fleuve éponyme), où sa tombe reconstituée est toujours présente.

## Postérité

### Hommages

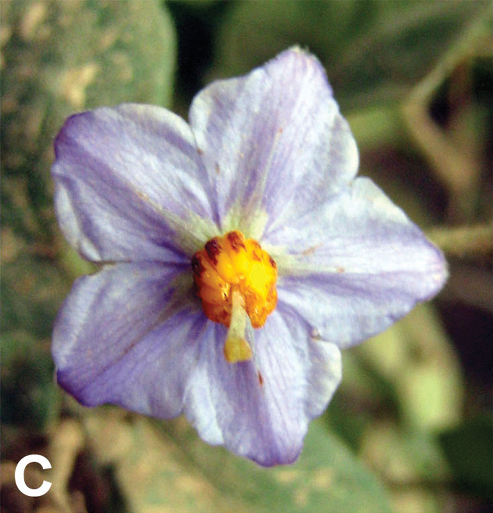
Fleur de Solanum baretiae, espèce nommée en l’honneur de Jeanne Barret.

Bougainville la cite dans son récit Voyage autour du monde, tout comme Diderot dans son Supplément au Voyage de Bougainville.
Au cours du voyage, Commerson lui dédie un arbuste de la famille des Meliaceae, Baretia bonnafidia. Néanmoins, l'espèce change par la suite de nom pour devenir Turraea floribunda, synonyme de Turraea heterophylla.
Il faut attendre plus de 200 ans pour qu'un nouveau taxon commémore le nom de Jeanne Barret : en 2012, une nouvelle espèce de Solanaceae découverte en Amérique du Sud est nommée Solanum baretiae en son honneur.
Le 26 avril 2018, en l'honneur de Jeanne Barret, le nom de monts Baret est donné officiellement à une chaîne de montagnes de Pluton.
Plusieurs villes de France ont donné un nom de rue à Jeanne Barret (Avrillé, Auzeville-Tolosane, Bègles, Bouaye, Dijon, Langueux, Montreuil-Juigné, Pignan, Saint-Nazaire ou encore Saint-Sébastien-de-Morsent).
En mars 2022, le nouveau patrouilleur des Affaires maritimes basé au Havre est baptisé Jeanne Barret, et un timbre de la Poste française lui est dédié parmi une série sur les Grands voyageurs (Yvert n° AA 2114).
En octobre 2022, la maison d'édition Les Éditions du Ruisseau publie un portrait de Jeanne Barret dans son 14e opus de la collection Sédiments, dédié aux Femmes en Périgord.
En février 2024, la ville de Paris appose une plaque commémorative en hommage à Jeanne Barret au 13 rue des Boulangers. Cinq mois plus tard, Jeanne Barret fait partie des 10 femmes inspirantes célébrées lors de la cérémonie d’ouverture des Jeux olympiques de Paris 2024,.
Elle fait partie des dix statues de femmes présentées lors de la cérémonie d'ouverture des Jeux olympiques (avec l'avocate et féministe Gisèle Halimi, la philosophe et poétesse Christine de Pizan, la révolutionnaire Olympe de Gouges, l’anarchiste Louise Michel, la réalisatrice Alice Guy, la cadre sportive Alice Milliat, l’écrivaine Paulette Nardal, la philosophe Simone de Beauvoir et la femme politique Simone Veil), qui sont réinstallées en juillet 2025 rue de la Chapelle.

### Dans la culture et la fiction

#### Littérature
- Alexandrine Civard-Racinais, Le Voyage de Jeanne Barret, Belin Éducation, 2024  (ISBN 979-10-358-3255-1).
- Christel Mouchard, L' Aventurière de l'Étoile, Tallandier, 2020  (ISBN 979-1-02104-191-2).
- Michèle Kahn, La Clandestine du voyage de Bougainville, Éditions Le Passage, 2014  (ISBN 978-2-84742-229-0).
- Monique Pariseau, Jeanne Barret : première femme ayant accompli, au XVIIIe siècle, le tour du monde déguisée en homme, Saint-Sauveur, Marcel Broquet, 2010  (ISBN 978-2-92371-524-7).
- Jean-Jacques Antier, La Prisonnière des mers du sud, Presses de la Cité, Paris, 2009  (ISBN 978-2-258-07985-4).
- Jean-Pierre Autheman, Bergfelder, Jean Paul Dethorey et François Bourgeon, Le Passage de Vénus (BD en deux tomes), Dupuis, collection « Aire libre », 1999-2000,  (ISBN 2-8001-2658-2)
- Fanny Deschamps, La Bougainvillée, Albin Michel, Paris, 1982  (ISBN 978-2-25303-904-4).
- Anne-Catherine Blanc, Le Voyage de Jeanne, éditions des Instants, 2023.
- Lisiane Bernadette Thomas, Jeanne, il était une femme, editions Livres sans frontières, 2018.  (ISBN 2-9525457-7-4)

#### Cinéma
- Jeanne fait des siennes (2023), docu-fiction français réalisé par Claire Angelini[75],[76].